# Beriev
Beriev Aircraft Company är en rysk flygplanstillverkare (ritbyråprefix Be), som har specialiserat sig på amfibieflygplan, men har även byggt om plan till AWACS som grundas på Iljusjin Il-76. Företaget grundades i Taganrog år 1934 av Georgy Mikhailovich Beriev (född den 13 februari, 1903) och sedan dess har företaget ritat och producerat 29 flygplansmodeller för civilt och militärt bruk, såväl som beställningsarbeten. Idag har företaget 3 000 anställda och utvecklar och tillverkar amfibieflygplan.
14 av de flygplan som Beriev har tagit fram har satts i serieproduktion och 228 flygvärldsrekord har slagits av piloter som flugit dessa flygplan. I november 1989 vann Beriev den ryska regeringens kvalitetspris som första försvarsmaterieltillverkare.

## Berievs flygplan
- Beriev Be-42 'Mermaid', det största multifunktionsamfibieflygplanet i världen.
- Beriev A-50 'Mainstay', en modifierad Iljusjin Il-76 'Candid' i AWACS-roll.
- Beriev Be-4 'Mug', parasollvingad flygbåt.
- Beriev Be-6 'Madge', flygbåt som används vid brandbekämpning.
- Beriev Be-8 'Mole', amfibieflygplan i passagerar/förbindelseroll.
- Beriev Be-10 'Mallow', amfibieflygplan som är jetdrivet.
- Beriev Be-12 'Mail', amfibieflygplan, liknande i funktion som Canadair CL-415 och som används för ubåtsjakt och är baserad på Be-6 'Madge.'
- Beriev Be-103 Bekas, ett lätt amfibieflygplan som används för passagerartransport, transport av medicinsk hjälp, patrull och turism.
- Beriev Be-200, ett stort amfibieflygplan som kan användas i många roller.
- Beriev Be-210, passagerarversionen av BE-200.
- Beriev Be-32, ett flygplan som används för varu/passagerartransport, patrull och expeditioner.
- Beriev A-42 PE, ett sjöflygplan för flygräddningstjänst, som använder turboproppfläktmotorer (propfan).

## Föreslagna flygplan
- Beriev Be-101 ett en-motorigt sjöflygplan med 3 passagerare.
- Beriev Be-112 ett två-motorigt sjöflygplan med 27 passagerare.
- Beriev Be-2500 ett jättelikt sjöflygplan.